# Uwe Kröger (Journalist)
Uwe Kröger (* 11. November 1943 in Versmold) ist ein deutscher Fernsehjournalist.

## Leben und Wirken
Bereits vor seinem Abitur arbeitete er als freier Mitarbeiter bei der Bielefelder Zeitung Freie Presse. Von 1966 bis Anfang 1968 war er in einem verkürzten Hörfunk-Volontariat und als Redakteur beim Saarländischen Rundfunk in Saarbrücken tätig. Daran anschließend arbeitete er als Reporter, Redakteur und Moderator beim Deutschsprachigen Dienst der BBC in London und gleichzeitig als freier London-Korrespondent für deutsche Sender und Zeitungen.
Im Juli 1970 begann er seine Tätigkeit beim Zweiten Deutschen Fernsehen, anfangs als Redakteur und danach als Auslandsreporter. So arbeitete er ab 1972 in der ZDF-Hauptredaktion Außenpolitik als Redakteur und kommissarischer Leiter der Sendung Ortszeit, 1973 war er Mitbegründer und erster Redaktionsleiter der Sendung Auslandsjournal.
Es folgten Stationen als Auslandskorrespondent: 1975–1978 im ZDF-Studio Washington, 1978–1983 als Leiter des ZDF-Afrika-Studios Nairobi mit Zuständigkeit für ganz Afrika südlich der Sahara. 1984 wurde die Auslandstätigkeit durch eine Funktion als Angehöriger des ZDF-Korrespondentenstabes in der Mainzer Zentrale unterbrochen.
1985–1993 war er Leiter des ZDF-Studios London und Korrespondent für Großbritannien, Commonwealth und die Republik Irland. 1993 erfolgte wieder ein Wechsel ins Inland: er wurde Leiter des ZDF-Studios Hamburg. Im Februar 1997 begann eine Tätigkeit als Leiter des ZDF-Studios Singapur, zuständig u. a. für die Berichterstattung aus Afghanistan, Süd- und Südostasien.
Von Mai 2003 bis November 2008 war er Leiter des ZDF-Studios New York.

## Schriften
- England – die geteilte Nation. Ed. Erdmann, Stuttgart 1991, ISBN 3-522-65270-3.
- Dritte Welt im Aufbruch. (ausführlicher Afrika-Teil im Sammelband) 1992, ISBN 3-87640-335-9.
- Die Windsors – Glanz und Elend einer Monarchie. Verlag Lübbe, Bergisch Gladbach 1994, ISBN 3-7857-0710-X.